# Aspalathus pendula
Aspalathus pendula är en ärtväxtart som beskrevs av Rolf Martin Theodor Dahlgren. Aspalathus pendula ingår i släktet Aspalathus och familjen ärtväxter. Inga underarter finns listade i Catalogue of Life.